# Dagysina
Dagysina es un género de foraminífero bentónico de la Familia Nodosariidae, de la Superfamilia Nodosarioidea, del Suborden Lagenina y del Orden Lagenida. Su especie-tipo es Dagysina novosibirica. Su rango cronoestratigráfico abarca el Noriense (Triásico superior).

## Clasificación
Dagysina incluye a la siguiente especie:
- Dagysina novosibirica †